# Francis William Reitz

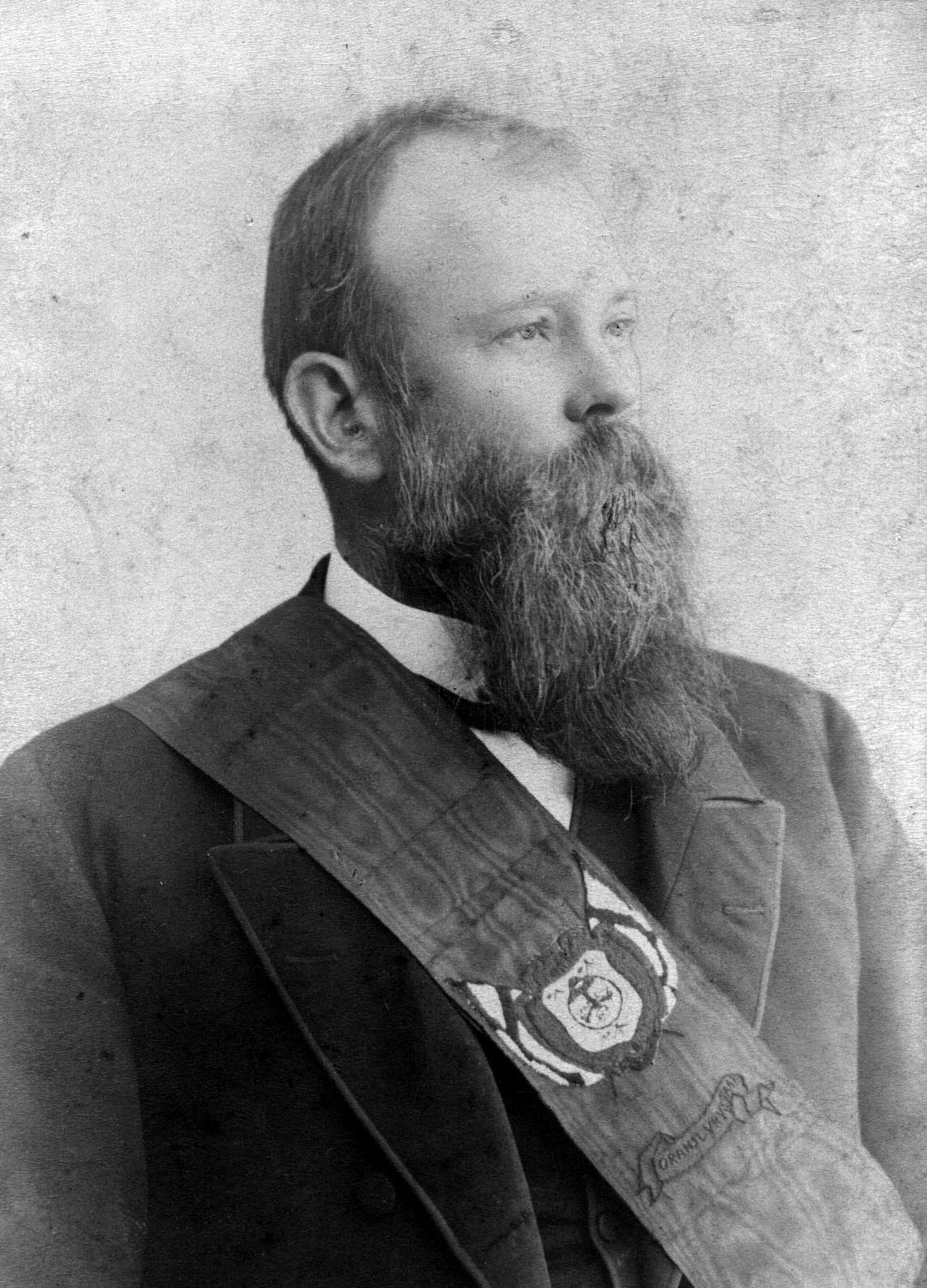
Francis William Reitz

Francis William Reitz (* 5. Oktober 1844 in Swellendam; † 27. März 1934 in Kapstadt) war ein Politiker und Jurist im heutigen Südafrika.

## Leben
Nach dem Studium in Großbritannien kehrte er 1868 zurück nach Südafrika, um dort nach Diamanten zu schürfen. Da er erfolglos war, kehrte er zum Anwaltsberuf zurück und wurde 1872 in das Parlament der Kapprovinz gewählt.
Zwei Jahre später wurde er auf Wunsch von Präsident Johannes Henricus Brand als Vorsitzender des Berufungsgerichtes nach Bloemfontein berufen, kurz darauf als oberster Richter des Oranje-Freistaates. Diese Position behielt Reitz 13 Jahre lang. Ab 1881 war er Vorsitzender des Afrikanerbond im Oranje-Freistaat.
Von 1889 bis 1895 war er Präsident des Oranje-Freistaats. Während des Zweiten Burenkriegs war er Staatssekretär (Außenminister) der Südafrikanischen Republik.

## Sonstiges
Nach Reitz ist die Stadt Reitz in der Provinz Freistaat benannt.

## Veröffentlichungen
- Ein Jahrhundert voller Unrecht. Ein Rückblick auf die südafrikanische Politik Englands, autorisierte Übersetzung aus dem Holländischen. Hermann Walther, Verlagsbuchhandlung GmbH, Berlin S.W. 1901.